# Nick Bateman
Nick Bateman (de son nom complet Nicholas Kevin Stanley Yunge-Bateman) est un mannequin et acteur canadien né le 18 novembre 1986 à Burlington en Ontario.

## Biographie
Nick Bateman est né et a grandi à Burlington en Ontario. Dès l'âge de quatre ans, sa mère l'inscrit dans une école de karaté. À l'âge de six ans, il a commencé l'équitation. Il s'avère extrêmement doué dans cette discipline, devenant champion régional et même champion du monde à quatre reprises. Il met sa maîtrise de cet art-martial à profit en réalisant quelques cascades pour des séries télévisées. Lors d'un salon de mannequinat à Miami, il est repéré par la marque Calvin Klein, qui va véritablement lancer sa carrière dans le domaine de la mode. Dès lors, il est en effet plébiscité par de nombreuses marques et en particulier par le photographe Bruce Weber pour la campagne 2008 de la marque Abercrombie and Fitch,.
Sa première apparition remarquée au cinéma se fait en 2011 dans le film d'action Hobo with a Shotgun où il interprète à la fois le rôle d'Ivan, l'un des fils psychopathe du baron sadique, atroce et inhumain The Drake qui déteste les clodos et les pauvres et de contrer l'humanité dans sa ville, et celui de RIP, l'un des deux personnages masqués en armure et armés de The Plague.
Il a également joué dans Wedding Wonderland, sorti fin 2017, où il interprète le rôle de Lucas.
Fin 2017, il débutera le tournage du film Ugly Love, film tiré du livre du même nom, qui est paru en novembre 2015 en France, la sortie du film est d'ailleurs prévu pour 2018.
Le 15 janvier 2018, il a été annoncé sur Twitter que l'adaptation du film Ugly Love était annulé, le film ne verra pas le jour et la production a été arrêté. Colleen Hoover l'a elle-même confirmé sur sa page Facebook en juin 2017.

## Vie privée
Depuis le 17 juillet 2008, il est en couple avec Maria Corrigan. Ils se sont mariés le 17 juillet 2019 au Calamigos Ranch, à Malibu en Californie,.

## Filmographie
- Initiation mortelle : Mike (2014)
- Hobo with a Shotgun : Ivan / RIP
- The Listener (saison 4, épisode 7) : Ian Furmanek
- The second chance : Eric Williams/Frederic Wood (2016)
- Un mariage sous la neige (Wedding Wonderland) : Lucas (2017)
- Ugly Love : Miles Archer (supposé sortir en 2018, mais finalement annulé en janvier 2018, confirmé par Colleen Hoover)
- The Matchmaker's Playbook : Ian Hunter (2018)
- A Christmas Miracle for Daisy : Connor Sheenan (2021)